# Advieh
Advieh or adwiya (in Persiano ادویه) è un mix di spezie utilizzato nella cucina iraniana per aromatizzare sia piatti di riso sia piatti a base di pollo e fagioli.
Sebbene la sua composizione, come ad esempio quella del curry, vari da paese a paese nella zona dal Golfo Persico al Mar Caspio, gli ingredienti più comuni includono:
cardamomo, chiodi di garofano, cannella, petali o gemme di rosa, cumino e zenzero.
Le varianti regionali possono aggiungere: eracleo (golpar), zafferano, noce moscata, pepe, macis, coriandolo, o sesamo.
Esistono due principali tipi di advieh:
- Advieh-e polo - utilizzato con il riso e aggiunto dopo la cottura
- Advieh-e khoresh - un tipo di khoresh a base di zafferano, sesamo, cannella, rosa e coriandolo - è utilizzato in cottura per le carni (bolliti e stufati).

## Usi
L'Advieh-e khoresh viene tradizionalmente utilizzato nella cucina ebraica nella preparazione del Charoset una pasta di frutti e noci servita nella festa rituale della Pasqua ebraica.